# Antonio Vojak
Antonio Vojak (ur. 19 listopada 1904 w Puli na Pobrzeżu Austriackim, Austro-Węgry; zm. 9 maja 1975 w Varese, Włochy) – włoski piłkarz, grający na pozycji napastnika lub pomocnika, trener piłkarski. Antonio nazywał się Vojak I, aby odróżnić go od młodszego brata Oliviera, znanego jako Vojak II. Antonio Vojak, zwany jako Tonči, znany również jako Anton urodził się w rodzinie chorwackiej.

## Kariera piłkarska

### Kariera klubowa
W 1921 rozpoczął karierę piłkarską w miejscowej drużynie Grion Pola. W 1924 roku przeszedł do Lazio. W latach 1925–1940 bronił barw Juventusu, z którym zdobył mistrzostwo Włoch. Następnie do 1970 występował w klubach Napoli, Genova 1893, Lucchese, Italo Gambacciani i Stabia.

### Kariera reprezentacyjna
14 lutego 1932 roku debiutował w narodowej reprezentacji Włoch w meczu przeciwko Szwajcarii (3:0).

## Kariera trenerska
Jeszcze będąc piłkarzem w 1937 roku rozpoczął pracę trenerską w Italo Gambacciani. Potem do 1956 prowadził kluby Stabia, Napoli, Avellino, ponownie Stabia, Varese, Union Feltre i Carrarese.
Zmarł w maju 1975 w wieku 70 lat.

## Sukcesy i odznaczenia

### Sukcesy klubowe
Juventus
- mistrz Włoch (1x): 1925/26